# ミステリ・オペラ 宿命城殺人事件
『ミステリ・オペラ 宿命城殺人事件』（ミステリ・オペラ しゅくめいじょうさつじんじけん）は、山田正紀の探偵小説。
早川書房のレーベルである『ハヤカワ・ミステリワールド』の収録作品として2001年に書下ろしで刊行された。2001年『週刊文春ミステリーベスト10』第3位（国内部門）、同年『このミステリーがすごい ! 2002年版』第3位（国内篇）。2002年第55回『日本推理作家協会賞』(長編及び連作短編集部門)受賞、同年第2回『本格ミステリ大賞』受賞。

## あらすじ
荻原桐子は出版社に勤める夫の祐介が、勤務先のビルの屋上から墜落死したと警察から連絡を受ける。警察で祐介が墜落の途中で30分に渡って浮遊し、それから墜落したと目撃者のOL辻井佐和に聞かされた。祐介は南京事件を扱った企画を進めていたが、問題を起こしたため社内で閑職に追われていた。桐子は祐介の死の背景をたどるうちに、自分の知らなかった夫の一面を知るようになる。彼は昭和十三年に奉天で起きた殺人事件のことを調べていたのだった。
桐子は祐介が死んだ当日に検閲図書館という組織の黙忌一郎の代理人村瀬から、祖父の遺品の文書を譲って欲しいと打診されていた。遺品の文書の中に善知鳥良一という人物の、現実とも創作ともつかぬ満洲国で起こった事件の手記があった。昭和十三年九月、満州映画協会文芸部員の善知鳥は大連に上陸した。天照大神を建国神として祀る建国神廟創建の関連行事で、関東軍と満映共同制作による奉納オペラ『魔笛』の演出助手としてであった。奉納オペラと同時に撮影される映画のロケ地“宿命城”がある、満州北部へ向かう道中で起こった奇怪な殺人事件が書き綴られていた。それを読み始めた桐子は次第に現在と過去、日常と夢幻の境界が揺らいでゆく。

## 主な登場人物

### 昭和十三年（1938年）
善知鳥良一（うとうりょういち）
満映文芸部員、演出助手。
朱月華（チュウ・ユエホワ）
“魔笛”出演の女優で抗日組織員。
早見風弘
満洲国国務院総務庁弘報処次長。
清水軍曹
大隊本部付憲兵。
古海浩三
満映舞台監督。
白香花（バイ・シャンファ）
著名なオペラ歌手。
小城魚太郎
満映脚本家、探偵小説作家。
ルーチカ・クジミッチ
大連図書館分室職員。
真矢胤光
満州で財をなした“宿命城”城主。
魏鶴齢（ギ・カクレイ）
魔笛”出演の演員、抗日組織の主導者。
揚金英（ヤン・チンイン）
真矢胤光の阿媽（アマ）。
大川清志
予備役陸軍中将。
相田中佐
関東軍参謀。
占部影道
陰陽道士。

### 平成元年（1989年）
萩原祐介
出版社“自由正論社”社員、元編集者。
萩原桐子
祐介の妻、元“自由正論社”社員。
荻野目豊
桐子の祖父、東方文化研究所研究員。
水無月糺
教養教室経営者、桐子の祖父の元同僚。
奥田
“自由正論社”社員、祐介の上司。
片山美子
“自由正論社”社員、桐子の友人。
辻井佐和
祐介の墜落を目撃したOL。
加賀
所轄署警部補。
大熊庄造
元奉天警察警部。
黙忌一郎（もだしきいちろう）
検閲図書館の館員。
村瀬
省庁から出向した忌一郎の監視役兼助手。

## 作中用語
宿命城（シュウミンツエアン）
黒竜江省にある唐代に建てられた元マニ教の寺院。廃墟になっていたのを昭和九年に真矢胤光によって再建された。
検閲図書館
奥多摩に建つ大蔵省管轄の施設。発禁書、検閲書、歴史から消えた書籍が集まっている。

## 書籍
- 2001年4月 四六上製本 早川書房
  1. ISBN 4-15-208344-1
- 2005年8月 （上下巻） ハヤカワ文庫JA
  1. ISBN 4-15-030811-X
  2. ISBN 4-15-030812-8